# Улей
Улей (на китайски: 烏累; на пинин: Wūléi) е шанюй на хунну, управлявал от 13 до 18 година.

## Живот
Личното му име е Сиен и изглежда принадлежи на владетелския род на хунну. Около 11 година отива в империята Син, където императорът Уан Ман го обявява за шанюй на мястото на Уджулю. Изпратен от китайците на север, за да вземе властта, Улей се предава на Уджулю, който му дава нисша длъжност.
След смъртта на Уджулю през 13 година Улей е поставен на трона от прокитайската партия в хунския двор и първоначално ограничава военните действия срещу Син. През 15 година той научава, че синовете му, останали като заложници при Уан Ман, са убити и войната между двете страни е подновена. Хунски войски опустошават крайграничните области, а голяма част от княжествата в Таримския басейн отхвърлят китайската власт, разчитайки на подкрепата на хунну.
Улей умира през 18 година и е наследен от брат си Худуаршъ Даогао.